# Ligne Ōfunato
La ligne Ōfunato (大船渡線, Ōfunato-sen) est une ligne ferroviaire exploitée par la East Japan Railway Company (JR East), dans les préfectures d'Iwate et de Miyagi au Japon. Elle relie la gare d'Ichinoseki à Ichinoseki à la gare de Sakari à Ōfunato.

## Histoire
La section entre Ichinoseki et Kesennuma ouvre par étapes entre 1925 et 1929, et la section entre Kesennuma et Sakari ouvre par étapes entre 1932 et 1935. 
La ligne a été fortement endommagée par le séisme de 2011 de la côte Pacifique du Tōhoku. La section entre Ichinoseki et Kesennuma rouvre en janvier 2012. La section entre Kesennuma et Sakari est interrompu. Un service de remplacement avec des bus à haut niveau de service a été mis en place.
La section entre Kesennuma et Sakari est officiellement fermée à la circulation ferroviaire le 1er avril 2020.

## Caractéristiques

### Ligne
- Longueur : 62,0 km
- Écartement : 1 067 mm
- Nombre de voies : Voie unique

### Tracé
|  |

### Services et interconnexions

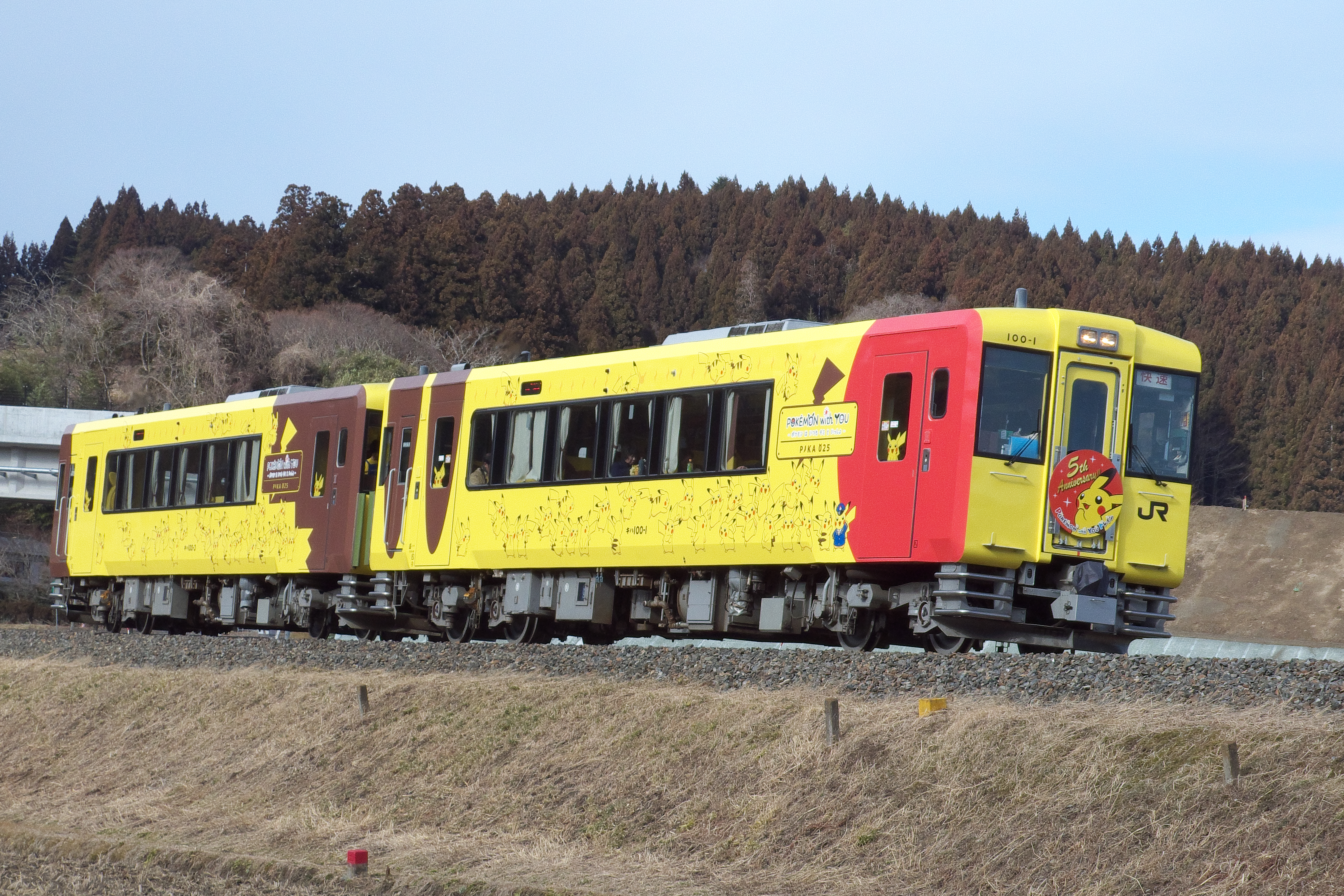
Train POKEMON with You.

La ligne est parcourue par des trains omnibus et le train touristique POKEMON with You.

### Liste des gares

#### Section en service
| Gare              | Nom japonais | Distance (km) | Correspondances                       | Localisation | Localisation         |
| ----------------- | ------------ | ------------- | ------------------------------------- | ------------ | -------------------- |
| Ichinoseki        | 一ノ関       | 0             | JR East : Tōhoku Shinkansen, Tōhoku   | Ichinoseki   | Préfecture d'Iwate   |
| Mataki            | 真滝         | 5,7           |                                       | Ichinoseki   | Préfecture d'Iwate   |
| Rikuchū-Kanzaki   | 陸中門崎     | 13,7          |                                       | Ichinoseki   | Préfecture d'Iwate   |
| Iwanoshita        | 岩ノ下       | 17,5          |                                       | Ichinoseki   | Préfecture d'Iwate   |
| Rikuchū-Matsukawa | 陸中松川     | 21,3          |                                       | Ichinoseki   | Préfecture d'Iwate   |
| Geibikei          | 猊鼻渓       | 23,3          |                                       | Ichinoseki   | Préfecture d'Iwate   |
| Shibajyuku        | 柴宿         | 26,1          |                                       | Ichinoseki   | Préfecture d'Iwate   |
| Surisawa          | 摺沢         | 30,6          |                                       | Ichinoseki   | Préfecture d'Iwate   |
| Senmaya           | 千厩         | 39,8          |                                       | Ichinoseki   | Préfecture d'Iwate   |
| Konashi           | 小梨         | 43,4          |                                       | Ichinoseki   | Préfecture d'Iwate   |
| Yagoshi           | 矢越         | 47,6          |                                       | Ichinoseki   | Préfecture d'Iwate   |
| Orikabe           | 折壁         | 49,7          |                                       | Ichinoseki   | Préfecture d'Iwate   |
| Niitsuki          | 新月         | 55,3          |                                       | Ichinoseki   | Préfecture d'Iwate   |
| Kesennuma (ja)    | 気仙沼       | 62,0          | JR East : Kesennuma (services de bus) | Kesennuma    | Préfecture de Miyagi |

#### Section fermée
| Gare               | Nom japonais | Distance (km) | Correspondances | Localisation  | Localisation         |
| ------------------ | ------------ | ------------- | --------------- | ------------- | -------------------- |
| Kesennuma          | 気仙沼       | 62,0          |                 | Kesennuma     | Préfecture de Miyagi |
| Shishiori-Karakuwa | 鹿折唐桑     | 64,2          |                 | Kesennuma     | Préfecture de Miyagi |
| Kami-Shishiori     | 上鹿折       | 69,5          |                 | Kesennuma     | Préfecture de Miyagi |
| Rikuzen-Yahagi     | 陸前矢作     | 79,5          |                 | Rikuzentakata | Préfecture d'Iwate   |
| Takekoma           | 竹駒         | 82,5          |                 | Rikuzentakata | Préfecture d'Iwate   |
| Rikuzen-Takata     | 陸前高田     | 85,4          |                 | Rikuzentakata | Préfecture d'Iwate   |
| Wakinosawa         | 脇ノ沢       | 88,3          |                 | Rikuzentakata | Préfecture d'Iwate   |
| Otomo              | 小友         | 92,8          |                 | Rikuzentakata | Préfecture d'Iwate   |
| Hosoura            | 細浦         | 97,1          |                 | Ōfunato       | Préfecture d'Iwate   |
| Shimofunato        | 下船渡       | 100,2         |                 | Ōfunato       | Préfecture d'Iwate   |
| Ōfunato            | 大船渡       | 103,1         |                 | Ōfunato       | Préfecture d'Iwate   |
| Sakari             | 盛           | 105,7         | Santetsu : Rias | Ōfunato       | Préfecture d'Iwate   |